# Långatjärnen (Seglora socken, Västergötland)
Långatjärnen är en sjö i Borås kommun i Västergötland och ingår i Viskans huvudavrinningsområde.